# Élections municipales de 2017 dans La Haute-Yamaska
Cet article concerne les élections municipales de 2017 en Estrie dans la municipalité régionale de comté de La Haute-Yamaska.

## Granby
| Candidats pour la mairie       | Vote   | %     |
| ------------------------------ | ------ | ----- |
| Pascal Bonin (Sortant)         | 12 437 | 61,97 |
| Yves Bélanger                  | 7 265  | 36,20 |
| Carl Bouvier                   | 366    | 1,82  |
| Taux de participation : 39,0 % |        |       |

| Candidats district #1    | Vote  | %     |
| ------------------------ | ----- | ----- |
| Stéphane Giard (Sortant) | 1 683 | 84,87 |
| Mario Loiselle           | 300   | 15,13 |

| Candidats district #2      | Vote  | %     |
| -------------------------- | ----- | ----- |
| Jean-Luc Nappert (Sortant) | 1 597 | 60,22 |
| Ian Brochu                 | 1 055 | 39,78 |

| Candidats district #3    | Vote  | %     |
| ------------------------ | ----- | ----- |
| Julie Bourdon (Sortante) | 1 438 | 64,34 |
| Réjean Chabot            | 442   | 19,78 |
| Jean-Daniel Gilbert      | 355   | 15,88 |

| Candidats district #4    | Vote  | %     |
| ------------------------ | ----- | ----- |
| Jocelyn Dupuis (Sortant) | 1 562 | 65,14 |
| Marc Boily               | 836   | 34,86 |

| Candidats district #5 | Vote | %     |
| --------------------- | ---- | ----- |
| Alain Lacasse         | 662  | 34,07 |
| Yves Pronovost        | 391  | 20,12 |
| Maria Romano          | 329  | 16,93 |
| Réjean Choquet        | 300  | 15,44 |
| Stéphane Pollender    | 261  | 13,43 |

| Candidats district #6      | Vote | %     |
| -------------------------- | ---- | ----- |
| Denyse Tremblay (Sortante) | 726  | 39,14 |
| Bruno Junior St-Amand      | 687  | 37,04 |
| Edith Gagnon               | 386  | 20,81 |
| Rénald Perreault           | 56   | 3,02  |

| Candidats district #7     | Vote  | %     |
| ------------------------- | ----- | ----- |
| Robert Riel (Sortant)     | 1 153 | 75,46 |
| Edgar Villamarin Bautista | 375   | 24,54 |

| Candidats district #8     | Vote  | %     |
| ------------------------- | ----- | ----- |
| Eric Duchesneau (Sortant) | 1 157 | 71,60 |
| Sylvain Mercier           | 459   | 28,40 |

| Candidats district #9    | Vote  | %     |
| ------------------------ | ----- | ----- |
| Robert Vincent (Sortant) | 1 169 | 60,20 |
| Luc Perron               | 773   | 39,80 |

| Candidats district #10 | Vote | %     |
| ---------------------- | ---- | ----- |
| Catherine Baudin       | 638  | 35,29 |
| Patrick Girard         | 560  | 30,67 |
| Marie-Hélène Apollon   | 438  | 24,23 |
| André Plouffe          | 172  | 9,51  |

## Roxton Pond
| Candidats pour la mairie                   | Vote | %     |
| ------------------------------------------ | ---- | ----- |
| Pierre Fontaine (Sortant d'un autre poste) | 882  | 53,13 |
| Chantal Gareau                             | 577  | 34,76 |
| Luc Bédard                                 | 201  | 12,11 |
| Taux de participation : 55,6 %             |      |       |

| Candidats conseiller #1 | Vote | %     |
| ----------------------- | ---- | ----- |
| André Côté (Sortant)    | 212  | 66,88 |
| Guy Cyr                 | 105  | 33,12 |

| Candidats conseiller #2   | Vote | %     |
| ------------------------- | ---- | ----- |
| Christiane Choinière      | 132  | 65,67 |
| Pierre Papineau (Sortant) | 69   | 34,33 |

| Candidats conseiller #3 | Vote | %     |
| ----------------------- | ---- | ----- |
| Serge Bouchard          | 155  | 65,68 |
| Guylaine Poudrier       | 81   | 34,32 |

| Candidats conseiller #4     | Vote            | %               |
| --------------------------- | --------------- | --------------- |
| Pascal Lamontagne (Sortant) | Sans opposition | Sans opposition |

| Candidats conseiller #5    | Vote | %     |
| -------------------------- | ---- | ----- |
| Sylvain Hainault (Sortant) | 170  | 62,73 |
| Patricia Desrosiers        | 101  | 37,27 |

| Candidats conseiller #6 | Vote | %     |
| ----------------------- | ---- | ----- |
| Philippe Brasseur       | 196  | 60,65 |
| Sylvain Brosseau        | 114  | 34,86 |
| Luc (Papou) Lavoie      | 15   | 4,59  |

- Démission de Philippe Brasseur, conseiller #6, le 8 mai 2020[1].

## Saint-Alphonse-de-Granby
| Candidats pour la mairie       | Vote | %     |
| ------------------------------ | ---- | ----- |
| Marcel Gaudreau (Sortant)      | 607  | 66,78 |
| André Roy                      | 302  | 33,22 |
| Taux de participation : 39,5 % |      |       |

| Candidats conseiller #1    | Vote            | %               |
| -------------------------- | --------------- | --------------- |
| François Vadnais (Sortant) | Sans opposition | Sans opposition |

| Candidats conseiller #2   | Vote | %     |
| ------------------------- | ---- | ----- |
| Happi Keundjeu            | 476  | 52,14 |
| Suzanne Colgan (Sortante) | 437  | 47,86 |

| Candidats conseiller #3    | Vote            | %               |
| -------------------------- | --------------- | --------------- |
| Nathalie Gauvin (Sortante) | Sans opposition | Sans opposition |

| Candidats conseiller #4 | Vote            | %               |
| ----------------------- | --------------- | --------------- |
| Bertrand Dubé (Sortant) | Sans opposition | Sans opposition |

| Candidats conseiller #5      | Vote            | %               |
| ---------------------------- | --------------- | --------------- |
| Suzanne Choinière (Sortante) | Sans opposition | Sans opposition |

| Candidats conseiller #4    | Vote            | %               |
| -------------------------- | --------------- | --------------- |
| Alexandre Picard (Sortant) | Sans opposition | Sans opposition |

## Saint-Joachim-de-Shefford
| Candidats pour la mairie  | Vote            | %               |
| ------------------------- | --------------- | --------------- |
| René Beauregard (Sortant) | Sans opposition | Sans opposition |

| Candidats conseiller #1   | Vote            | %               |
| ------------------------- | --------------- | --------------- |
| Francine Vallières Juteau | Sans opposition | Sans opposition |

| Candidats conseiller #2 | Vote            | %               |
| ----------------------- | --------------- | --------------- |
| Pierre Daigle (Sortant) | Sans opposition | Sans opposition |

| Candidats conseiller #3       | Vote | %     |
| ----------------------------- | ---- | ----- |
| Sophie Beauregard             | 258  | 73,30 |
| Caroline Blanchard (Sortante) | 94   | 26,7  |

| Candidats conseiller #4    | Vote            | %               |
| -------------------------- | --------------- | --------------- |
| Christian Marois (Sortant) | Sans opposition | Sans opposition |

| Candidats conseiller #5      | Vote            | %               |
| ---------------------------- | --------------- | --------------- |
| François Lamoureux (Sortant) | Sans opposition | Sans opposition |

| Candidats conseiller #6      | Vote            | %               |
| ---------------------------- | --------------- | --------------- |
| Johanne Desabrais (Sortante) | Sans opposition | Sans opposition |

## Sainte-Cécile-de-Milton
| Candidats pour la mairie       | Vote | %     |
| ------------------------------ | ---- | ----- |
| Paul Sarrazin (Sortant)        | 441  | 60,33 |
| Germain Gévry                  | 203  | 27,77 |
| Steve Roy                      | 87   | 11,90 |
| Taux de participation : 46,7 % |      |       |

| Candidats conseiller #1 | Vote | %     |
| ----------------------- | ---- | ----- |
| Ginette Prieur          | 434  | 62,45 |
| Ginette Boulanger Denis | 261  | 37,55 |

| Candidats conseiller #2 | Vote | %     |
| ----------------------- | ---- | ----- |
| Sylvain Roy (Sortant)   | 429  | 59,17 |
| Janique Lebrun          | 296  | 40,83 |

| Candidats conseiller #3     | Vote | %     |
| --------------------------- | ---- | ----- |
| Johanna Fehlmann (Sortante) | 439  | 60,80 |
| Pierre Bernier              | 283  | 39,20 |

| Candidats conseiller #4               | Vote            | %               |
| ------------------------------------- | --------------- | --------------- |
| Jacqueline Lussier Meunier (Sortante) | Sans opposition | Sans opposition |

| Candidats conseiller #5  | Vote            | %               |
| ------------------------ | --------------- | --------------- |
| Claude Lussier (Sortant) | Sans opposition | Sans opposition |

| Candidats conseiller #6   | Vote            | %               |
| ------------------------- | --------------- | --------------- |
| Sylvain Goyette (Sortant) | Sans opposition | Sans opposition |

## Shefford
| Candidats pour la mairie                | Vote            | %               |
| --------------------------------------- | --------------- | --------------- |
| Éric Chagnon (Sortant d'un autre poste) | Sans opposition | Sans opposition |

| Candidats conseiller #1    | Vote | %     |
| -------------------------- | ---- | ----- |
| Denise Papineau (Sortante) | 740  | 66,85 |
| Stéphane Vanier            | 367  | 33,15 |

| Candidats conseiller #2     | Vote            | %               |
| --------------------------- | --------------- | --------------- |
| Johanne Boisvert (Sortante) | Sans opposition | Sans opposition |

| Candidats conseiller #3  | Vote            | %               |
| ------------------------ | --------------- | --------------- |
| Jérôme Ostiguy (Sortant) | Sans opposition | Sans opposition |

| Candidats conseiller #4 | Vote | %     |
| ----------------------- | ---- | ----- |
| Geneviève Perron        | 590  | 53,06 |
| Pierre Martin (Sortant) | 522  | 46,94 |

| Candidats conseiller #5 | Vote | %     |
| ----------------------- | ---- | ----- |
| Francine Langlois       | 807  | 73,30 |
| Mariam Sabbagh          | 294  | 26,70 |

| Candidats conseiller #6   | Vote            | %               |
| ------------------------- | --------------- | --------------- |
| Michael Vautour (Sortant) | Sans opposition | Sans opposition |

- Départ de la Geneviève Perron, conseillère #4, en cours de mandat.

## Warden
| Candidats pour la mairie  | Vote            | %               |
| ------------------------- | --------------- | --------------- |
| Philip Tetrault (Sortant) | Sans opposition | Sans opposition |

| Candidats conseiller #1   | Vote            | %               |
| ------------------------- | --------------- | --------------- |
| Serge Blanchard (Sortant) | Sans opposition | Sans opposition |

| Candidats conseiller #2    | Vote            | %               |
| -------------------------- | --------------- | --------------- |
| Normande Hébert (Sortante) | Sans opposition | Sans opposition |

| Candidats conseiller #3        | Vote            | %               |
| ------------------------------ | --------------- | --------------- |
| Jean-Claude Beaumont (Sortant) | Sans opposition | Sans opposition |

| Candidats conseiller #4   | Vote            | %               |
| ------------------------- | --------------- | --------------- |
| Barbara Talbot (Sortante) | Sans opposition | Sans opposition |

| Candidats conseiller #5 | Vote            | %               |
| ----------------------- | --------------- | --------------- |
| Martin Labrecque        | Sans opposition | Sans opposition |

| Candidats conseiller #6  | Vote            | %               |
| ------------------------ | --------------- | --------------- |
| Daniel Roberge (Sortant) | Sans opposition | Sans opposition |

- Élection partielle au poste de conseiller #6 le 2 décembre 2018[2].
  - Organisée à la suite de la démission du conseiller Daniel Roberge le 14 août 2018[2].
  - Lorrie Wheeler remplace M. Roberge et devient ensuite conseillère #6.

## Waterloo
| Partis                         | Partis          | Candidats pour la mairie | Vote | %     |
| ------------------------------ | --------------- | ------------------------ | ---- | ----- |
|                                | Avenir Waterloo | Jean-Marie Lachapelle    | 946  | 51,89 |
|                                | La Relève       | Richard Morasse          | 774  | 42,46 |
|                                | Indépendant     | Johanna Beaudin          | 103  | 5,65  |
| Taux de participation : 52,5 % |                 |                          |      |       |

| Partis | Partis          | Candidats district #1 | Vote | %     |
| ------ | --------------- | --------------------- | ---- | ----- |
|        | La Relève       | Robert Auclair        | 247  | 67,86 |
|        | Avenir Waterloo | Manon Godard          | 117  | 32,14 |

| Partis | Partis          | Candidats district #2 | Vote | %     |
| ------ | --------------- | --------------------- | ---- | ----- |
|        | Avenir Waterloo | Louise Côté           | 206  | 50,99 |
|        | La Relève       | Claude Dupont         | 198  | 49,01 |

| Partis | Partis          | Candidats district #3 | Vote | %     |
| ------ | --------------- | --------------------- | ---- | ----- |
|        | Avenir Waterloo | Normand Morin         | 181  | 58,77 |
|        | La Relève       | Marie-Josée Paquette  | 127  | 41,23 |

| Partis | Partis          | Candidats district #4        | Vote | %     |
| ------ | --------------- | ---------------------------- | ---- | ----- |
|        | Avenir Waterloo | Sylvain Hamel                | 135  | 51,72 |
|        | La Relève       | Paul-Éloi Dufresne (Sortant) | 126  | 48,28 |

| Partis | Partis          | Candidats district #5 | Vote | %     |
| ------ | --------------- | --------------------- | ---- | ----- |
|        | Avenir Waterloo | André Rainville       | 164  | 61,19 |
|        | La Relève       | André Bélanger        | 104  | 38,81 |

| Partis | Partis          | Candidats district #6 | Vote | %     |
| ------ | --------------- | --------------------- | ---- | ----- |
|        | La Relève       | Pierre Brien          | 142  | 56,57 |
|        | Avenir Waterloo | Neil Chartier         | 109  | 43,43 |

- Élection partielle au poste de conseiller #4 le 29 mars 2020[3].
  - Organisée en raison de la démission du conseiller Sylvain Hamel en décembre 2019[3].
  - Annulation de l'élection partielle en raison de la pandémie de COVID-19[4].